# Medaglia al coraggio (Montenegro)
La Medaglia al coraggio fu una medaglia concessa dal Regno del Montenegro alle forze montenegrine e straniere che si fossero distinte sul campo, in tempo di guerra. La decorazione venne istituita all'epoca del principato montenegrino e venne mantenuta in uso sino al 1919.

## Insegne
Medagliaè costituita da un disco d'oro, d'argento o di bronzo (a seconda delle classi) di 36 mm sul quale è raffigurato sul diritto lo stemma del regno del Montenegro. Sul retro della medaglia si trovano due rami di quercia e di palma incrociati, sovrastati da due spade incrociate, sopra le quali si trova la scritta "ВЬРА СВОБОДА ЗА ХРАБРОСТЬ" ("Fede, Libertà, Coraggio") e una croce patente.
Nastrobianco con una fascia rossa per parte.